# Karol Zaprutkiewicz
Karol Leon Zaprutkiewicz (ur. 3 listopada 1892 w Potutorach, zm. 9/11 kwietnia 1940 w Katyniu) – major piechoty Wojska Polskiego.

## Życiorys
Urodził się w Potutorach, w ówczesnym powiecie brzeżańskim Królestwa Galicji i Lodomerii, w rodzinie Jana i Bronisławy z Macuskich. W 1913 złożył maturę c. k. Gimnazjum Wyższym w Brzeżanach.
W czasie I wojny światowej walczył w szeregach cesarsko-królewskiej Obrony Krajowej. Jego oddziałem macierzystym był Pułk Strzelców Nr 34. Ukończył szkołę oficerską w Pezinok (niem. Bösing). 3 marca 1915 został wysłany na front. Na stopień chorążego został mianowany ze starszeństwem z 1 maja 1915 w korpusie oficerów rezerwy. 20 sierpnia 1915 pod Lublinem dostał się do rosyjskiej niewoli, z której powrócił 5 września 1918 i został przydzielony do Baonu Zapasowego Pułk Strzelców Nr 34 w Jarosławiu.
W 1920, w czasie wojny z bolszewikami dowodził kompanią karabinów maszynowych 8 Pułku Piechoty Legionów. 27 stycznia 1930 został mianowany majorem ze starszeństwem z 1 stycznia 1930 i 75. lokatą w korpusie oficerów piechoty. W marcu tego roku został wyznaczony w 8 pp Leg. na stanowisko obwodowego komendanta Przysposobienia Wojskowego. W marcu 1932 został przeniesiony do 28 Pułku Piechoty w Łodzi na stanowisko dowódcy batalionu. Po 1935 został przesunięty na stanowisko II zastępcy dowódcy 28 pp (kwatermistrza) i pozostał na nim do 1939.
W czasie kampanii wrześniowej 1939 dostał się do sowieckiej niewoli. Przebywał w obozie w Kozielsku. Między 9 a 11 kwietnia 1940 został zamordowany przez funkcjonariuszy NKWD w Katyniu i tam pogrzebany. Od 28 lipca 2000 spoczywa na Polskim Cmentarzu Wojennym w Katyniu.
Karol Zaprutkiewicz był żonaty z Zofią z Bucheltów (1895–1922), z którą miał syna Jerzego.
5 października 2007 minister obrony narodowej Aleksander Szczygło mianował go pośmiertnie na stopień podpułkownika. Awans został ogłoszony 9 listopada 2007, w Warszawie, w trakcie uroczystości „Katyń Pamiętamy – Uczcijmy Pamięć Bohaterów”.

## Ordery i odznaczenia
- Krzyż Walecznych trzykrotnie[14]
- Srebrny Krzyż Zasługi – 10 listopada 1928[15][14]
- Medal Pamiątkowy za Wojnę 1918–1921[16]
- Medal Dziesięciolecia Odzyskanej Niepodległości[16]
- łotewski Medal Pamiątkowy 1918-1928 – 6 sierpnia 1929[17]